# Elezioni regionali in Molise del 2001
Le elezioni regionali in Molise del 2001 si sono tenute l'11 novembre. Esse hanno visto la vittoria di Angelo Michele Iorio, sostenuto dalla Casa delle Libertà, che ha sconfitto il presidente uscente Giovanni Di Stasi, sostenuto dal centro-sinistra.
Queste consultazioni elettorali si sono svolte a solo un anno di distanza dalle precedenti. Con sentenza 58/2001, infatti, il TAR del Molise aveva annullato i risultati delle elezioni del 2000 sulla base della illegittima ammissione alla consultazione di talune liste di candidati e di partiti, risultate presentate in modo irregolare. Il Consiglio di Stato, con decisione 3212/2001, confermando la decisione di primo grado, aveva definitivamente annullato le operazioni elettorali del 2000; pertanto, sono state indette le nuove elezioni.

## Affluenza
Il corpo elettorale per le elezioni del 11 novembre 2001 risultava composto da 319.114 elettori. Alla chiusura dei seggi l'affluenza definitiva si è attestata al 65,21%, in calo rispetto al 2000 del 2,13%.
| Provincia  | Affluenza | Variazione |
| ---------- | --------- | ---------- |
| Molise     | 65,21%    | 2,13%      |
| Campobasso | 65,49%    | 2,67%      |
| Isernia    | 64,48%    | 0,80%      |

## Risultati
|                                                                 | Angelo Michele Iorio (Iorio Presidente) ✔️ Presidente           | 115 714                                                         | 58,21 | Forza Italia                         | 43 573  | 22,93 | 6  |  |  |
| CCD-CDU                                                         | Angelo Michele Iorio (Iorio Presidente) ✔️ Presidente           | 115 714                                                         | 58,21 | 28 812                               | 15,16   | 3     |    |  |  |
| Democrazia Europea                                              | Angelo Michele Iorio (Iorio Presidente) ✔️ Presidente           | 115 714                                                         | 58,21 | 24 281                               | 12,78   | 3     |    |  |  |
| Alleanza Nazionale                                              | Angelo Michele Iorio (Iorio Presidente) ✔️ Presidente           | 115 714                                                         | 58,21 | 20 302                               | 10,68   | 3     |    |  |  |
| Fiamma Tricolore                                                | Angelo Michele Iorio (Iorio Presidente) ✔️ Presidente           | 115 714                                                         | 58,21 | 1 469                                | 0,77    | –     |    |  |  |
| Socialisti - Liberal Sgarbi                                     | Angelo Michele Iorio (Iorio Presidente) ✔️ Presidente           | 115 714                                                         | 58,21 | 1 068                                | 0,56    | –     |    |  |  |
| Seggi assegnati alla lista regionale                            | Seggi assegnati alla lista regionale                            | Seggi assegnati alla lista regionale                            | 58,21 | 3                                    |         |       |    |  |  |
|                                                                 | Giovanni Di Stasi (Molise Democratico)                          | 83 089                                                          | 41,79 | Democrazia è Libertà - La Margherita | 27 717  | 14,59 | 4  |  |  |
| Democratici di Sinistra                                         | Giovanni Di Stasi (Molise Democratico)                          | 83 089                                                          | 41,79 | 22 838                               | 12,02   | 4     |    |  |  |
| Italia dei Valori                                               | Giovanni Di Stasi (Molise Democratico)                          | 83 089                                                          | 41,79 | 8 852                                | 4,66    | 1     |    |  |  |
| Partito della Rifondazione Comunista                            | Giovanni Di Stasi (Molise Democratico)                          | 83 089                                                          | 41,79 | 6 640                                | 3,49    | 1     |    |  |  |
| Unità a Sinistra (PdCI - Verdi)                                 | Giovanni Di Stasi (Molise Democratico)                          | 83 089                                                          | 41,79 | 5 313                                | 2,80    | 1     |    |  |  |
| Socialisti Democratici Italiani                                 | Giovanni Di Stasi (Molise Democratico)                          | 83 089                                                          | 41,79 | 2 154                                | 1,13    | –     |    |  |  |
| Seggio assegnato al candidato presidente classificatosi secondo | Seggio assegnato al candidato presidente classificatosi secondo | Seggio assegnato al candidato presidente classificatosi secondo | 41,79 | 1                                    |         |       |    |  |  |
| Totale                                                          | Totale                                                          | 198 803                                                         | 100   |                                      | 190 019 | 100   | 30 |  |  |
|                                                                 |                                                                 |                                                                 |       |                                      |         |       |    |  |  |
| Schede bianche                                                  | Schede bianche                                                  | 2 884                                                           | 1,39  |                                      |         |       |    |  |  |
| Schede nulle                                                    | Schede nulle                                                    | 9 286                                                           | 4,46  |                                      |         |       |    |  |  |
| Votanti                                                         | Votanti                                                         | 208 089                                                         | 65,21 |                                      |         |       |    |  |  |
| Elettori                                                        | Elettori                                                        | 319 114                                                         |       |                                      |         |       |    |  |  |
|                                                                 |                                                                 |                                                                 |       |                                      |         |       |    |  |  |
| Fonte: Ministero dell'interno                                   |                                                                 |                                                                 |       |                                      |         |       |    |  |  |

## Consiglieri eletti
| Collegio           | Lista                                | Eletto                        | Preferenze |
| ------------------ | ------------------------------------ | ----------------------------- | ---------- |
| Collegio regionale | La Casa delle Libertà per il Molise  | Angelo Michele Iorio          |            |
| Collegio regionale | La Casa delle Libertà per il Molise  | Antonio Chieffo               |            |
| Collegio regionale | La Casa delle Libertà per il Molise  | Aldo Patriciello              |            |
| Collegio regionale | Molise Democratico                   | Giovanni Di Stasi             |            |
| Campobasso         | Forza Italia                         | Rosario De Matteis            | 3.201      |
| Campobasso         | Forza Italia                         | Antonino Molinaro             | 2.799      |
| Campobasso         | Forza Italia                         | Antonio Di Rocco              | 2.345      |
| Campobasso         | Forza Italia                         | Gianfranco Vitagliano         | 2.108      |
| Campobasso         | CCD-CDU                              | Luigi Velardi                 | 2.628      |
| Campobasso         | CCD-CDU                              | Giuseppe detto Pino Gallo     | 1.670      |
| Campobasso         | Democrazia Europea                   | Vincenzo Domenicantonio Niro  | 1.533      |
| Campobasso         | Democrazia Europea                   | Angelo Pio detto Pio Romano   | 1.488      |
| Campobasso         | Alleanza Nazionale                   | Angiolina Fusco in Perrella   | 2.428      |
| Campobasso         | Alleanza Nazionale                   | Quintino Vincenzo Pallante    | 1.497      |
| Campobasso         | Democrazia è Libertà - La Margherita | Giuseppe Di Fabio             | 3.050      |
| Campobasso         | Democrazia è Libertà - La Margherita | Tommaso Di Domenico           | 2.538      |
| Campobasso         | Democrazia è Libertà - La Margherita | Pierpaolo Nagni               | 2.455      |
| Campobasso         | Democratici di Sinistra              | Nicolino D'Ascanio            | 2.118      |
| Campobasso         | Democratici di Sinistra              | Antonio D'Ambrosio            | 1.874      |
| Campobasso         | Democratici di Sinistra              | Pardo Antonio D'Alete         | 1.752      |
| Campobasso         | Lista Di Pietro                      | Domenico Porfido              | 1.717      |
| Campobasso         | Rifondazione Comunista               | Italo Di Sabato               | 766        |
| Campobasso         | Comunisti Italiani - Verdi           | Domenico Di Lisa              | 787        |
| Isernia            | Forza Italia                         | Camillo Di Pasquale           | 2.463      |
| Isernia            | Forza Italia                         | Antonio detto Tony Incollingo | 2.362      |
| Isernia            | Democrazia Europea                   | Aldo Patriciello              | 4.826      |
| Isernia            | Alleanza Nazionale                   | Filoteo Di Sandro             | 2.305      |
| Isernia            | CCD-CDU                              | Antonino Sozio                | 1.574      |
| Isernia            | Democratici di Sinistra              | Candido Paglione              | 1.768      |
| Isernia            | Democrazia è Libertà - La Margherita | Giuseppe Caterina             | 920        |